# 24 Horas de Le Mans de 1938
As 24 Hours of Le Mans de 1938 foi o 15º grande prêmio automobilístico das 24 Horas de Le Mans, tendo acontecido nos dias 18 e 19 de junho de 1938 em Le Mans, França no autódromo francês, Circuit de la Sarthe.

## Resultados Finais
| Pos    | Class | No | Equipe                                   | Pilotos                                       | Chassis                                      | Motor                           | Voltas |
| ------ | ----- | -- | ---------------------------------------- | --------------------------------------------- | -------------------------------------------- | ------------------------------- | ------ |
| 1      | 5.0   | 15 | Eugène Chaboud / Jean Trémoulet          | Eugène Chaboud Jean Trémoulet                 | Delahaye 135CS                               | Delahaye 3.6L I6                | 235    |
| 2      | 5.0   | 14 | Gaston Serraud                           | Gaston Serraud Yves Giraud-Cabantous          | Delahaye 135CS                               | Delahaye 3.6L I6                | 233    |
| 3      | 5.0   | 5  | Jean Prenant                             | Jean Prenant André Morel                      | Talbot T150SS Coupe                          | Talbot 4.0L I6                  | 219    |
| 4      | 5.0   | 10 | Louis Villeneuve                         | Louis Villeneuve René Biolay                  | Delahaye 135CS                               | Delahaye 3.6L I6                | 218    |
| 5      | 2.0   | 24 | Emile Darl'Mat                           | Charles de Cortanze Marcel Contet             | Darl'Mat DS                                  | Peugeot 2.0L I4                 | 214    |
| 6      | 2.0   | 28 | Adler                                    | Peter Graff Orssich Rudolf Sauerwein          | Adler Super Trumpf Rennlimousine             | Adler 1.7L I4                   | 211    |
| 7      | 1.5   | 33 | Adler                                    | Otto Löhr Paul von Guillaume                  | Adler Trumpf Rennlimousine                   | Adler 1.5L I4                   | 204    |
| 8      | 1.1   | 46 | Jacques Savoye                           | Jacques Savoye Pierre Savoye                  | Singer Nine Le Mans Replica "Savoye Special" | Singer 1.0L I4                  | 174    |
| 9      | 1.1   | 42 | Just-Emile Vernet                        | Albert Debille Guy Lapchin                    | Simca Huit                                   | Fiat 1.1L I4                    | 172    |
| 10     | 1.5   | 31 | Ecurie Lapin Blanc                       | Peter Clark Marcus Chambers                   | HRG Le Mans                                  | Singer 1.5L I4                  | 170    |
| 11     | 1.1   | 48 | Victor Camerano                          | Victor Camerano R. Robert                     | Simca Huit                                   | Fiat 1.1L I4                    | 166    |
| 12     | 1.1   | 49 | Claude Bonneau                           | Claude Bonneau Anne-Cecile Rose-Itier         | MG PA Midget Special                         | MG 1.0L I4                      | 165    |
| 13     | 1.1   | 40 | Miss P.M. Fawcett                        | Marjorie Fawcett Geoffrey White               | Morgan 4/4                                   | Coventry Climax 1.1L I4         | 163    |
| 14     | 750   | 51 | Amédée Gordini                           | Maurice Aimé Charles Plantivoux               | Simca Cinq                                   | Fiat 0.6L I4                    | 151    |
| 15     | 750   | 52 | Amédée Gordini                           | Albert Leduc Athos Querzola                   | Simca Cinq                                   | Fiat 0.6L I4                    | 140    |
| 16 DNF | 5.0   | 19 | Raymond Sommer                           | Raymond Sommer Clemente Biondetti             | Alfa Romeo 8C 2900B Touring                  | Alfa Romeo 2.9L Supercharged I8 | 219    |
| 17 DNF | 5.0   | 8  | Norbert Jean Mahé                        | Donald Mathieson Freddy Clifford              | Talbot T150C                                 | Talbot 4.0L I6                  | 159    |
| 18 DNF | 5.0   | 7  | Jean Trévoux                             | Jean Trévoux Pierre Levegh                    | Talbot T150C                                 | Talbot 4.0L i6                  | 159    |
| 19 DNF | 2.0   | 27 | Cmdr. R.P. Hitchens                      | Cmdr. R.P. Hitchens Mortimer Morris-Goodall   | Aston Martin Speed Model                     | Aston Martin 2.0L I4            | 150    |
| 20 DNF | 1.1   | 37 | Amédée Gordini                           | Amédée Gordini José Scaron                    | Simca Huit                                   | Fiat 1.1L I4                    | 140    |
| 21 DNF | 1.5   | 36 | Pierre Ferry                             | Pierre Ferry Francis Noireaux                 | Riley Sprite TT                              | Riley 1.5L I4                   | 127    |
| 22 DNF | 1.1   | 43 | Amédée Gordini                           | Robert Lévy Adrien Alin                       | Simca                                        | Fiat 1.0L I4                    | 124    |
| 23 DNF | 1.1   | 38 | Amédée Gordini                           | Jean Viale Jean Breillet                      | Simca Huit                                   | Fiat 1.1L I4                    | 111    |
| 24 DNF | 3.0   | 23 | Mme Fernande Roux / Mme Germaine Rouault | Fernande Roux Germaine Rouault                | Amilcar G36 "Pegase Special"                 | Amilcar 2.5L I4                 | 101    |
| 25 DNF | 5.0   | 4  | Luigi Chinetti                           | René Carrière René Le Bègue                   | Talbot T150C                                 | Talbot 4.0L I6                  | 101    |
| 26 DNF | 5.0   | 12 | Georges Monneret                         | Georges Monneret Roger Loyer                  | Delahaye 135CS                               | Delahaye 3.6L I6                | 88     |
| 27 DNF | 5.0   | 6  | Luigi Chinetti                           | Louis Rosier Robert Huguet                    | Talbot T150SS Coupe                          | Talbot 4.0L i6                  | 81     |
| 28 DNF | 1.1   | 47 | Team Autosports                          | John Donald Barnes Tommy Wisdom               | Singer Nine Le Mans Replica                  | Singer 1.0L I4                  | 74     |
| 29 DNF | 1.1   | 45 | Just-Emile Vernet                        | Gaston Tramar Paul Samuel                     | Simca 1000                                   | Fiat 1.0L I4                    | 69     |
| 30 DNF | 5.0   | 3  | Luigi Chinetti                           | Philippe Etancelin Luigi Chinetti             | Talbot T26                                   | Talbot 4.5L I6                  | 66     |
| 31 DNF | 3.0   | 22 | Société R.V.                             | Louis Gérard Jacques de Velance de Minardiere | Delage D6-70                                 | Delage 3.0L I6                  | 58     |
| 32 DNF | 1.1   | 41 | Just-Emile Vernet                        | Just-Emile Vernet Suzanne Largeot             | Simca Huit                                   | Fiat 1.1L I4                    | 55     |
| 33 DNF | 5.0   | 21 | Marcel Horvilleur                        | Marcel Horvilleur Yves Matra                  | Alfa Romeo 2300 Monza                        | Alfa Romeo 2.9L Supercharged I6 | 53     |
| 34 DNF | 5.0   | 11 | Joseph Paul                              | Marcel Mongin Robert Mazaud                   | Delahaye 135CS                               | Delahaye 3.6L I6                | 50     |
| 35 DNF | 1.1   | 50 | Miss Dorothy Stanley-Turner              | Elsie Wisdom Arthur Dobson                    | MG PB Midget                                 | MG 0.9L I4                      | 48     |
| 36 DNF | 1.1   | 39 | Just-Emile Vernet                        | Angelo Molinari Georges Sarret                | Fiat 508S Balilla                            | Fiat 1.0L I4                    | 40     |
| 37 DNF | 1.5   | 29 | Raoul Forestier                          | Raoul Forestier Roger Charon                  | Riley Sprite TT                              | Riley 1.5L I4                   | 30     |
| 38 DNF | 5.0   | 1  | Ecurie Bleue                             | René Dreyfus Louis Chiron                     | Delahaye 145                                 | Delahaye 4.5L V12               | 21     |
| 39 DNF | 2.0   | 25 | Emile Darl'Mat                           | Jean Pujol Louis Rigal                        | Darl'Mat DS                                  | Peugeot 2.0L I4                 | 18     |
| 40 DNF | 5.0   | 2  | Ecurie Bleue                             | Gianfranco Comotti Albert Divo                | Delahaye 145                                 | Delahaye 4.5L V12               | 7      |
| 41 DNF | 2.0   | 26 | Emile Darl'Mat                           | Maurice Serre Daniel Porthault                | Darl'Mat DS                                  | Peugeot 2.0L I4                 | 6      |
| 42 DNF | 1.5   | 35 | Charles Morrison                         | Charles Morrison Neil Watson                  | Atalanta                                     | Atalanta 1.5L I4                | 4      |

Legenda :DNQ = Não largou - DNF = Abandono - NC = Não classificado - DSQ= Desqualificado